# ミランダ (イタリア)
ミランダ（イタリア語: Miranda）は、イタリア共和国モリーゼ州イゼルニア県にある、人口約1,000人の基礎自治体（コムーネ）。

## 地理

### 位置・広がり

#### 隣接コムーネ
隣接するコムーネは以下の通り。
- カロヴィッリ
- イゼルニア
- ペスケ
- ペスコランチャーノ
- ロッカシクーラ
- セッサーノ・デル・モリーゼ